# Ivana Slipčević
Ivana Slipčević (* 23. August 1998) ist eine kroatische Fußballspielerin.

## Karriere

### Vereine
Slipčević begann sechsjährig beim FC Hertha München (gemeinsam mit Jungen) mit dem Fußballspielen. Von 2007 bis 2009 war sie für den FC Croatia München aktiv, bevor sie 2010 in die Jugendabteilung des FC Bayern München wechselte.
Zur Saison 2015/16 rückte sie in die Zweite Mannschaft auf, für die sie am 6. September 2015 (2. Spieltag) beim 4:1-Sieg im Heimspiel der Zweitligabegegnung mit dem ETSV Würzburg über 90 Minuten debütierte. Nachdem sie in ihrer Premierensaison im Seniorenbereich sieben Punktspiele bestritten hatte, wurde sie in der Folgesaison häufiger eingesetzt. Ihr erstes Tor erzielte sie am 26. Februar 2017 (13. Spieltag) beim 4:0-Sieg im Auswärtsspiel gegen den TSV Crailsheim mit dem Treffer zum Endstand in der 86. Minute.
Am 26. März 2017 (15. Spieltag) debütierte sie für die Erste Mannschaft in der Bundesliga, beim 1:0-Sieg im Heimspiel gegen Bayer 04 Leverkusen.
Nach ihrem 2018 begonnenen Studium am ASA College Miami in Hialeah, für deren College-Frauenfußballteam Silver Storm sie 17 Mal spielte und sechs Tore erzielte, kehrte sie nach Deutschland zurück und schloss sich der Zweiten Mannschaft des SC Freiburg an. Nach nur fünf Punktspielen wechselte sie während der laufende Saison zum FC Ingolstadt 04, für den sie in der Rückrunde des Saison 2020/21 13 Punktspiele in der seinerzeitigen Staffel Süd bestritt. In der Folgesaison bestritt sie 23 Punktspiele, in denen sie drei Tore erzielte. Ein am 15. Juli 2022 in der Saisonvorbereitung erlittener Kreuzbandriss zwang sie bis zum 1. März 2023 zu pausieren. In den Punktspielbetrieb kehrte sie erst am 20. August 2023 (1. Spieltag) bei der 0:2-Niederlage im Heimspiel gegen die SG 99 Andernach mit Einwechslung in der 50. Minute zurück.

### Nationalmannschaft
Ihr Länderspieldebüt gab sie am 15. September 2015 bei der 0:4-Niederlage der U19-Nationalmannschaft gegen die U19-Nationalmannschaft Belgiens.
Ihr Debüt für die A-Nationalmannschaft gab sie am 26. November 2016 in Lučko bei der 3:5-Niederlage gegen die Slowakische Nationalmannschaft.

## Erfolge
- Deutscher B-Juniorinnen-Meister 2013, 2014 (mit dem FC Bayern München)